# زاموشچ
زاموشچ (به لاتین: Zamość) یک منطقهٔ مسکونی در لهستان است که در استان لوبلین واقع شده‌است.

## خصوصیات
زاموشچ ۳۰٫۴۸ کیلومترمربع مساحت و ۶۵٬۱۴۹ نفر جمعیت دارد و ۲۱۲ متر بالاتر از سطح دریا واقع شده‌است.
این شهر در جنوب استان لوبلین واقع شده است. حدود ۹۰ کیلومتر از شهر لوبلین، ۲۴۷ کیلومتر از شهر ورشو و ۶۰ کیلومتر از مرز اوکراین فاصله دارد.
در سال ۱۹۹۲ پیرو تصمیمی که در شانزدهمین جلسه کمیته میراث جهانی یونسکو در شهر سنتافه گرفته شد، بخش تاریخی شهر زاموشج در فهرست میراث جهانی یونسکو قرار گرفت.

## معماری
بیشتر ساختمان‌های تاریخی در شهر قدیمی جای دارند و ویژگی‌های بارز معماری آنها حفظ شده است. این منطقه شامل میدان بزرگ بازار که مساحتی حدود ۱۰٬۰۰۰ متر مربع را در بر می‌گیرد، است. تالار شهر و خانه‌های ارامنه و بخشهایی از قلعه و استحکاماتی که در زمان اشغال روسها در قرن نوزدهم به جای مانده‌اند، نیز از دیگر مکان‌های تاریخی این شهر هستند. برای بازسازی ظاهر شهر، بخش زیادی از بناها و استحکاماتی که تخریب شده بوده‌اند، دوباره بازسازی شده‌اند.

## آب و هوا
| داده‌های اقلیم زاموشچ، لهستان | داده‌های اقلیم زاموشچ، لهستان | داده‌های اقلیم زاموشچ، لهستان | داده‌های اقلیم زاموشچ، لهستان | داده‌های اقلیم زاموشچ، لهستان | داده‌های اقلیم زاموشچ، لهستان | داده‌های اقلیم زاموشچ، لهستان | داده‌های اقلیم زاموشچ، لهستان | داده‌های اقلیم زاموشچ، لهستان | داده‌های اقلیم زاموشچ، لهستان | داده‌های اقلیم زاموشچ، لهستان | داده‌های اقلیم زاموشچ، لهستان | داده‌های اقلیم زاموشچ، لهستان | داده‌های اقلیم زاموشچ، لهستان |
| ماه                          | ژانویه                       | فوریه                        | مارس                         | آوریل                        | مه                           | ژوئن                         | ژوئیه                        | اوت                          | سپتامبر                      | اکتبر                        | نوامبر                       | دسامبر                       | سال                          |
| ---------------------------- | ---------------------------- | ---------------------------- | ---------------------------- | ---------------------------- | ---------------------------- | ---------------------------- | ---------------------------- | ---------------------------- | ---------------------------- | ---------------------------- | ---------------------------- | ---------------------------- | ---------------------------- |
| میانگین بیش‌ترین °C (°F)      | −۱ (۳۱)                      | ۰ (۳۲)                       | ۶ (۴۳)                       | ۱۲ (۵۳)                      | ۱۸ (۶۴)                      | ۲۱ (۶۹)                      | ۲۲ (۷۱)                      | ۲۲ (۷۱)                      | ۱۸ (۶۴)                      | ۱۲ (۵۳)                      | ۵ (۴۱)                       | ۱ (۳۴)                       | ۱۱ (۵۲)                      |
| میانگین کم‌ترین °C (°F)       | −۶ (۲۲)                      | −۶ (۲۲)                      | −۱ (۳۰)                      | ۳ (۳۷)                       | ۷ (۴۵)                       | ۱۱ (۵۱)                      | ۱۲ (۵۴)                      | ۱۲ (۵۳)                      | ۸ (۴۷)                       | ۴ (۳۹)                       | ۰ (۳۲)                       | −۳ (۲۶)                      | ۳ (۳۸)                       |
| بارندگی میلی‌متر (اینچ)       | ۳۰ (۱٫۱)                     | ۳۰ (۱٫۱)                     | ۳۰ (۱٫۲)                     | ۴۰ (۱٫۶)                     | ۶۰ (۲٫۵)                     | ۸۰ (۳٫۱)                     | ۸۰ (۳٫۱)                     | ۷۰ (۲٫۸)                     | ۵۰ (۲)                       | ۴۰ (۱٫۴)                     | ۴۰ (۱٫۶)                     | ۴۰ (۱٫۴)                     | ۵۹۰ (۲۳٫۲)                   |
| منبع: Weatherbase            |                              |                              |                              |                              |                              |                              |                              |                              |                              |                              |                              |                              |                              |

## خواهرخوانده
شهرهای شوبیش هال، کاسینو، وایمار، لوتسک و سومی خواهرخوانده‌های زاموشچ هستند.